# Aguadores de Madrid

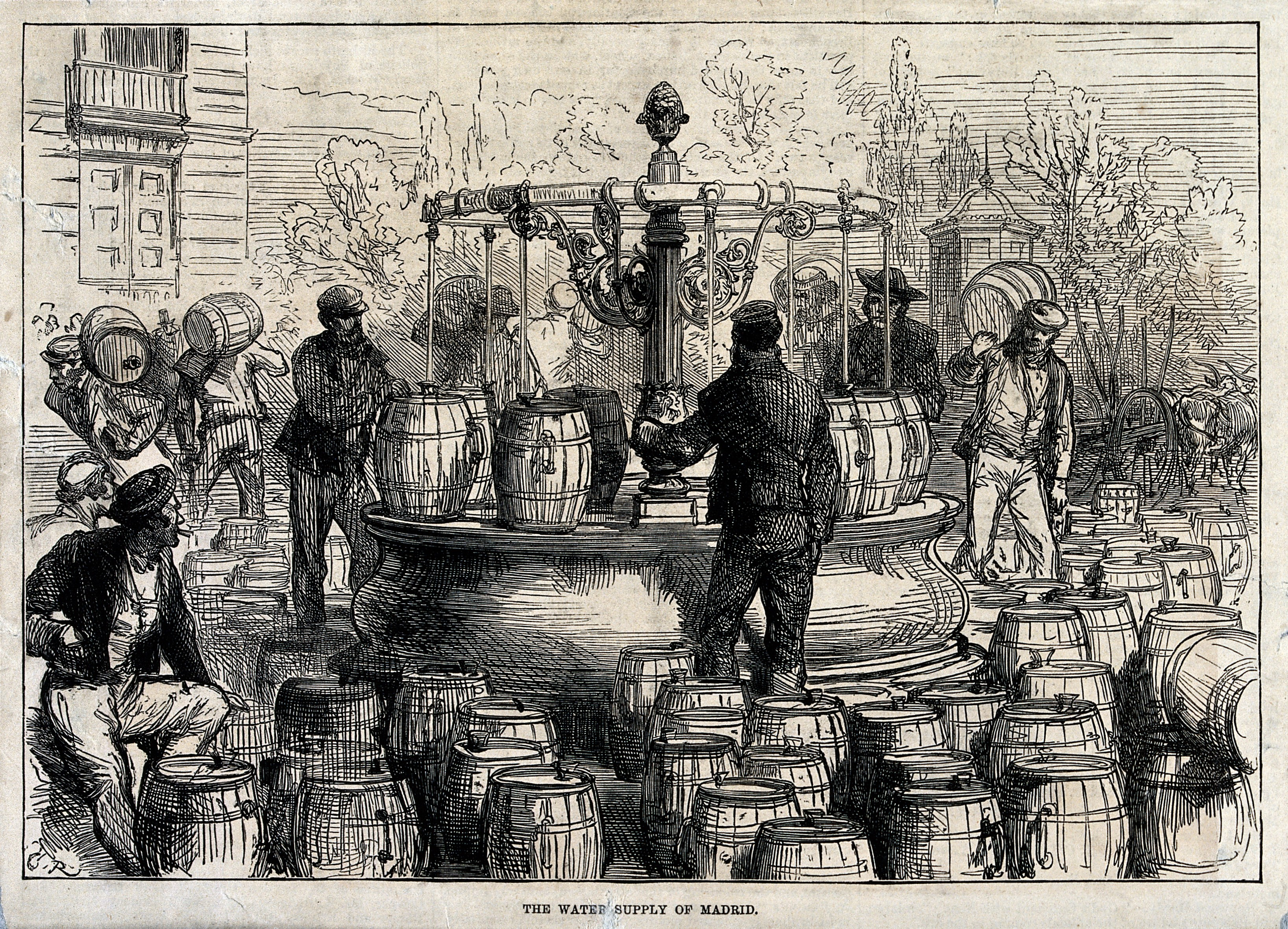
Aguadores de barrica en una de las fuentes reservadas al gremio en la villa de Madrid hacia 1850.

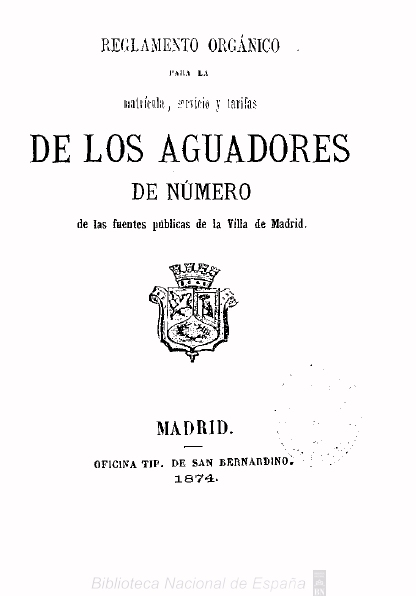
Reglamento Orgánico para la matrícula, servicio y tarifas de los aguadores de número de las fuentes públicas de Madrid, portada de 1874.

Aguadores de Madrid fue un gremio que permaneció activo en la capital de España entre el siglo xv y comienzos del xx. Regulados por el correspondiente concejo de la ciudad, su trabajo, además de la venta ambulante de agua fresca, consistía en transportarla en barriles o grandes cántaros hasta los aljibes, cisternas, tinajas o cántaras de las viviendas que no disponían de pozo o fuente particular. Desaparecieron de modo definitivo a comienzos del siglo XX, con la instalación de la red de agua corriente que permitió la construcción e infraestructura posterior del Canal de Isabel II, iniciada en 1851.

## Historia
Madame d'Aulnoy en sus memorias viajeras por España, hacia 1690-91, describe a los 'azacanes' como aguadores que "cargan un burro con varios cántaros grandes y los llevan por la villa. Van vestidos con una bayeta ordinaria con las piernas al aire y sandalias o alpargatas, simples suelas con cuerdas atadas."

### De azacanes a aguadores
Parece evidente, dado el origen de Madrid como asentamiento militar musulmán, que el precedente de los aguadores en la que luego sería capital de un imperio, hay que buscarlo en los azacanes moros o mozárabes que en Madrid, como en Toledo, Zaragoza, Granada o Sevilla prestaban su oficio de porteadores de agua sirviéndose para ello de una caballería o un carro de mano. Así quedan retratados en 1501, cuando el Concejo de la Villa advierte "que los aguadores no vayan corriendo con los asnos, porque acaece topar e derribar muchas personas e hazer muchos daños, so pena destar diez días en la cadena". Medida que ya da una idea de cómo actuaban unos y cómo respondían otros en el Madrid de los Reyes Católicos. Habría que esperar a 1847 para que el ayuntamiento madrileño estableciese los "caños de vecindad" (una arqueta de piedra en la pared con un grifo de bronce), para uso exclusivo de los vecinos y vetados a los aguadores.

### Tipología
La variada documentación distingue tres tipos de aguadores que podrían llamarse 'profesionales':
- los "chirriones", que transportaban el agua en una o varias cubas, sobre carros tirados por mulas o asnos.
- los tradicionales "cantareros de azacán", con uno o más burros sobre los que se cargaban de cuatro a seis cántaras de agua.
- los que llevaban el cántaro al hombro y podían subir con él hasta los domicilios de vecinos, corralas, etc.

A estos habría que añadir los vendedores ambulantes, muchos de ellos chiquillos o mozas de cántaro, que iban por la ciudad voceando su mercancía, "¡agua fresca!", con una pequeña cesta y uno o más vasos o jarrillos. Estos últimos eran muy populares en  las procesiones religiosas o actos públicos diversos. Más tarde se introdujo la costumbre de servir el agua acompañada de unas gotas de anís, limón, azucarillos, canela y otros sabores atractivos.

Aguadores de Madrid
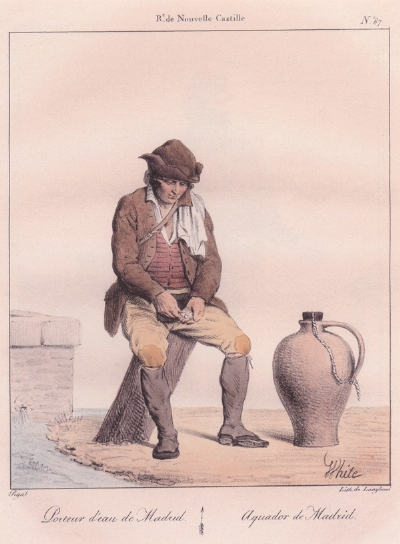
'Aguador de cántaro', lámina n° 87, publicada en la Revista 'Nouvelle Castille'. Firmada por White (grabado hacia 1800).
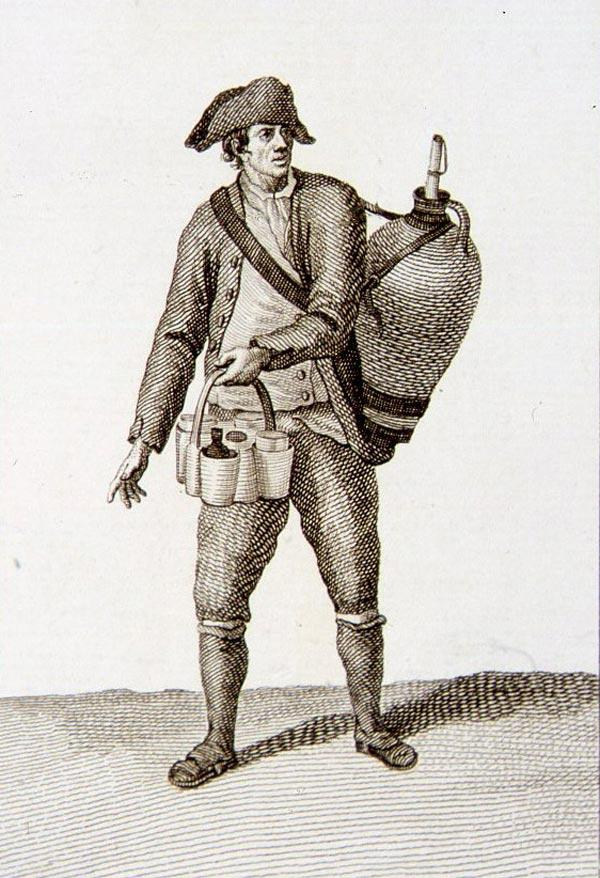
'Aguador de Madrid' en el catálogo de Trajes de España, dibujado por Rodríguez (grabado hacia 1802).
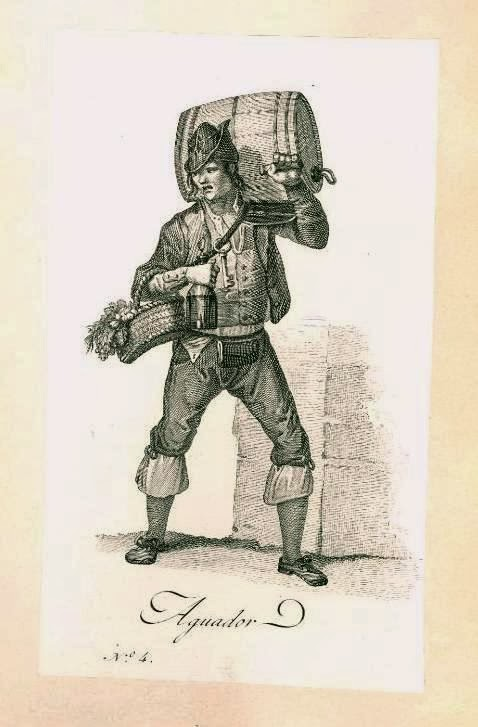
'Aguador de barril'. Anónimo (grabado hacia 1840).
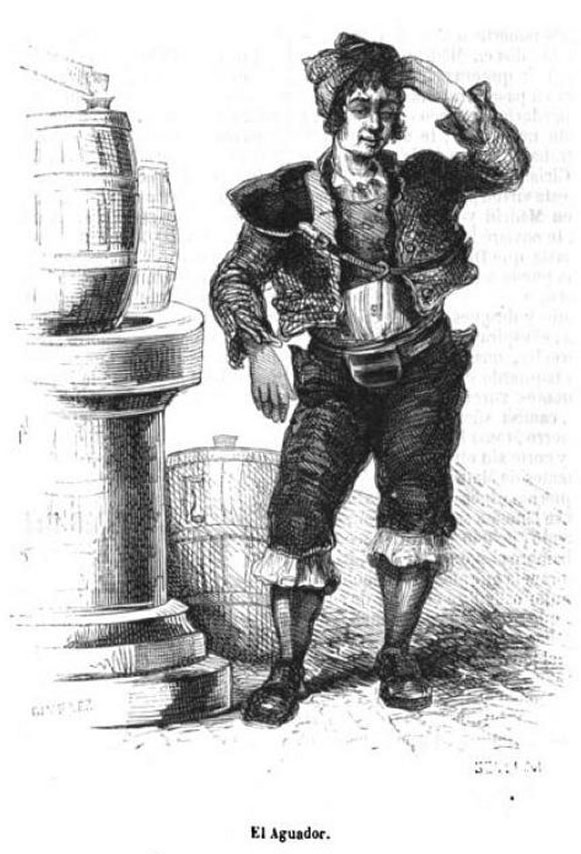
'Aguador de barril'. Dibujo atribuido a Leonardo Alenza en Los Españoles pintados por sí mismos (1843-4).
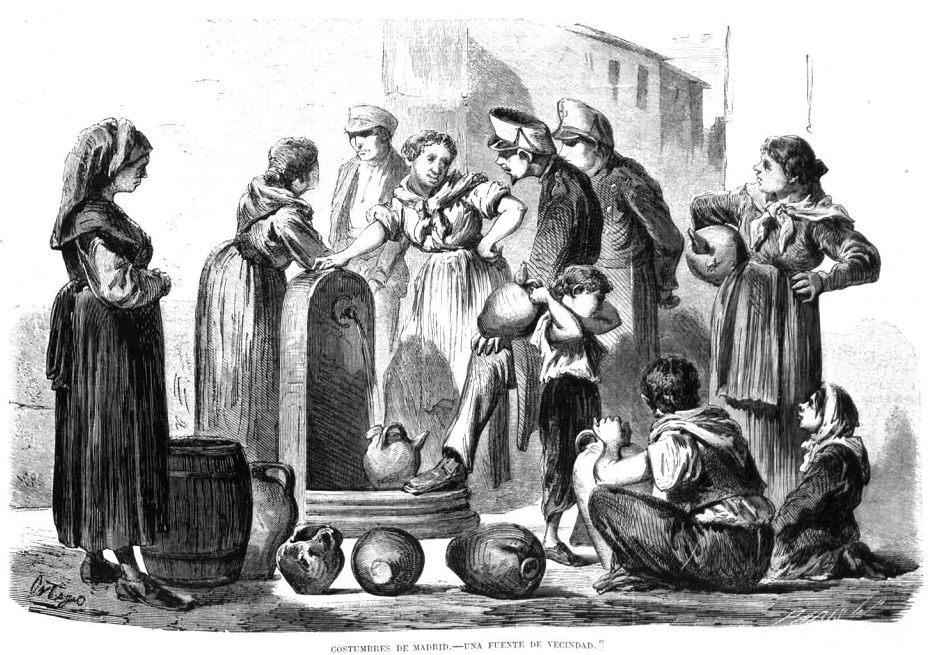
'Costumbres de Madrid. Una fuente de vecindad' en La Ilustración Española y Americana (1870).

### Siglo de Oro
Una visita a los clásicos del Siglo de Oro español arrojará curiosa y divertida información sobre los aguadores de Madrid. Aparecen en las novelas, dramas y comedias de Cervantes, Lope o Tirso y en los versos de Quevedo, por mencionar tan solo a los más conocidos vates y escritores, vecinos de la capital de España en algún trecho de sus vidas.

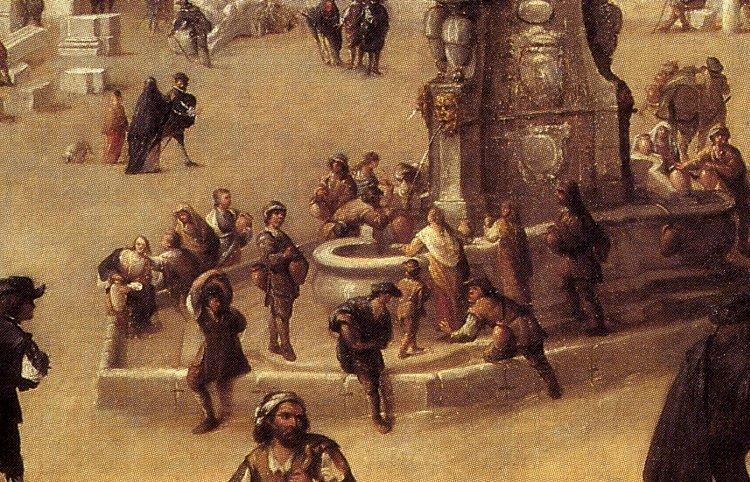
Milagro de la Virgen de Atocha en las obras de construcción de la Casa de la Villa (1676-1700). Detalle de aguadores, botijeros, mozas de cántaro y aguadoras en la antigua fuente de la plaza de la Villa.

Fue Felipe II, el rey burócrata por excelencia, quien estimuló y ordenó la regulación de los aguadores de Madrid con una medida de capacidad que limitaba los cántaros de transporte a tan solo cinco azumbres de volumen. Los alfareros de Alcorcón, la localidad vecina a la capital con mayor tradición en la artesanía del barro, elaboraban dichos cántaros de cinco azumbres, grabándoles, por decreto real, un sello especial para evitar las posibles falsificaciones de recipientes. Entre las regulaciones del gremio llegaron a incluir en las ordenanzas de la villa y el reglamento de los aguadores la obligación de acudir a los incendios —llegando incluso a confiscar sus cántaros en caso de emergencia.

### Transición Ilustrada
El crecimiento de la ciudad a lo largo del siglo XVII y el progresivo envenenamiento de sus capas freáticas por filtraciones de pozos negros y alcantarillas hizo necesario el planteamiento de modernas medidas de saneamiento. Pero el celo de los Ilustrados y sus diversos proyectos tardarían más de un siglo en hacerse realidad. 
La Casa Real dispuso ya de antiguo de un viaje de agua propio, el llamado "de Palacio" o "de Amaniel", pero no contento con ello, el primer monarca de la dinastía borbónica compró en exclusiva las aguas de la Fuente del Berro. La castiza reina Isabel II de España, sin embargo, tenía por costumbre en sus habituales paseos por la Castellana, detenerse a beber un jarrito de agua en la antigua Fuente de la Cibeles, cuyas aguas procedían del homónimo "viaje de la fuente Castellana".
En cuanto a los aguadores, se legalizaron y se asignó un número proporcional al servicio de cada fuente pública.

### SigloXIX

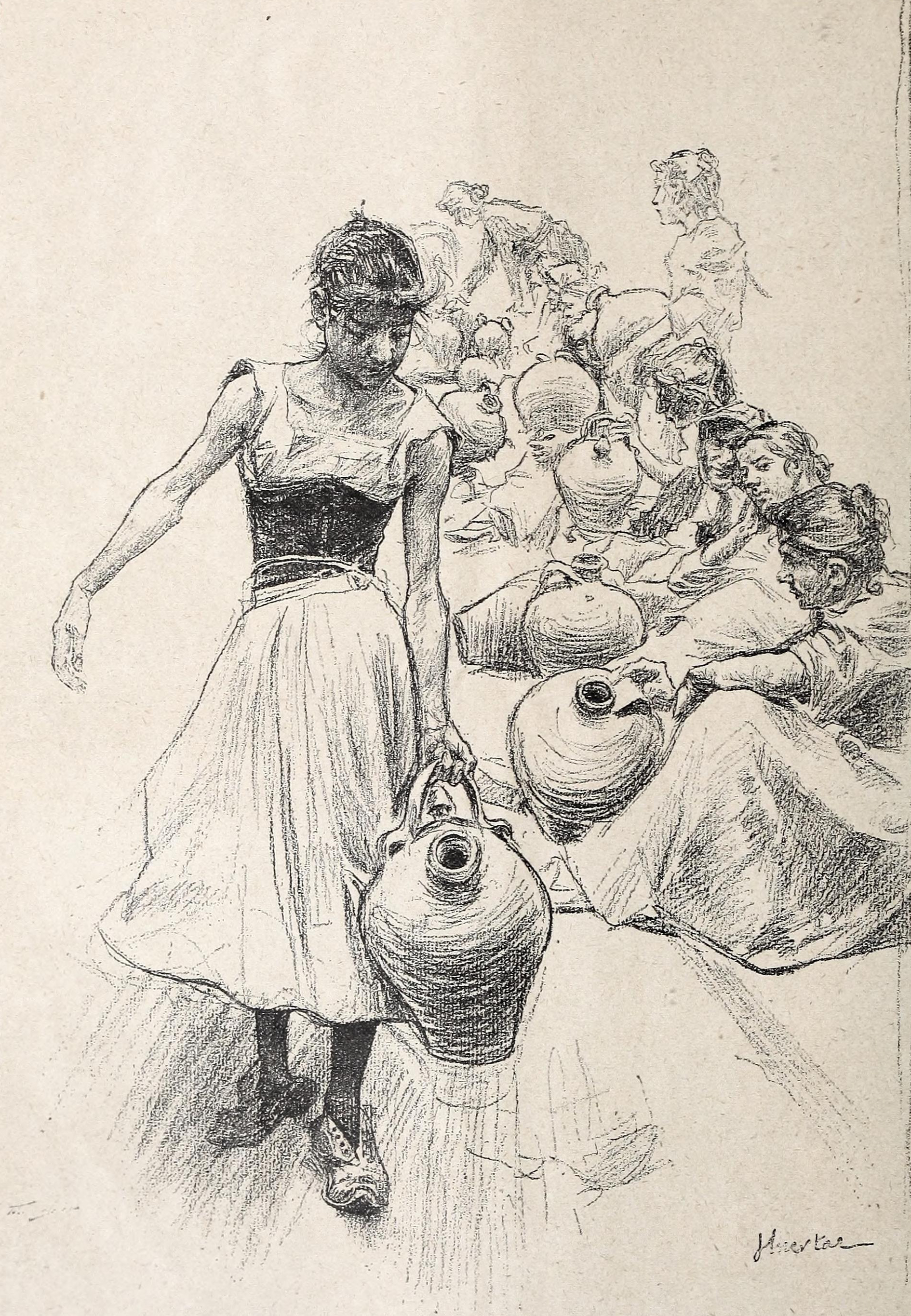
«Madrid en verano. Una fuente de vecindad en los barrios bajos» (Blanco y Negro, 1894)

En el siglo xix el Ayuntamiento de Madrid diseñó un uniforme para los aguadores, compuesto por una chaqueta oscura de paño con solapas y bordadas allí en seda y estambre las armas del Ayuntamiento y, en rojo, el número de la licencia, y doble fila de botonadura dorada; se complementaba con un chaleco rojo y un pantalón pardo sujeto con una faja también roja, como los botines (con botones negros y palaos de piel de becerro blanca). Era obligatoria la gorra, de fieltro y con visera, en la que iba prendida la chapa de metal identificadora donde figuraba la fuente asignada. En verano, el uniforme era más sencillo y ligero, reducido a una blusa de percal de color azul y cuello vuelto de cinta encarnada con el escudo y número de licencia.
De las vivencias, peripecias y organización del gremio de aguadores de Madrid en la primera mitad del siglo, deja el ilustre cronista Ramón Mesonero Romanos varias noticias y comentarios en el conjunto de su obra histórica y de costumbres. Así por ejemplo, en su Manual de Madrid, publicado en 1833, sitúa a los aguadores en el mismo oficio que los mozos de cordel o "mozos de compra", por lo general "robustos mozos asturianos y gallegos" que cuando no han de estar acarreando el agua a los vecinos contratados, se "hallan en las esquinas de las calles, y aunque toscos sobremanera, sirven para conducir los efectos y hacer toda especie de mandados, lo cual ejecutan con bastante exactitud y notable probidad, pagándoles de 2 a 4 reales por cada mandado".

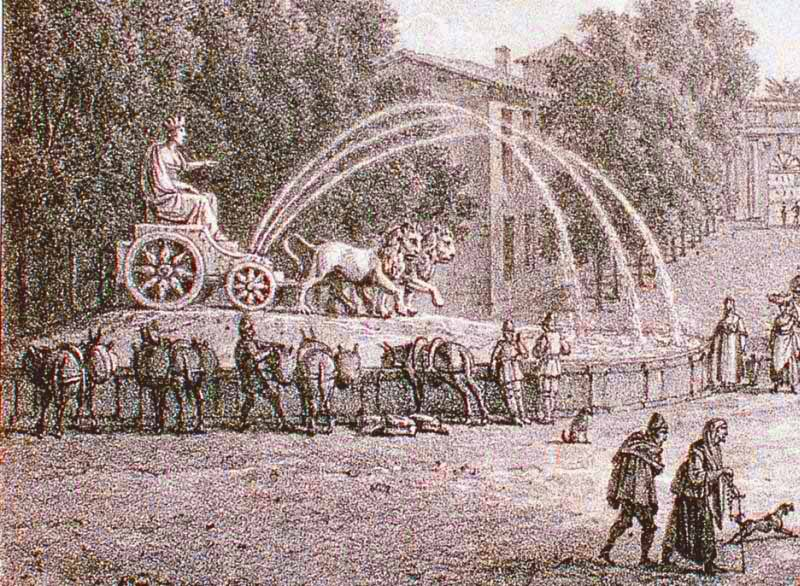
Aguadores en la fuente de la diosa Cibeles, en el Paseo del Prado de Madrid (grabado del).

Aún mediado el siglo, el cronista Pedro Felipe Monlau describe así el servicio de aguas en la ciudad: 

"El agua es generalmente llevada de las fuentes a las casas en cubas de madera o de metal que llenan y trasportan los aguadores, oficio propio de los gallegos y asturianos, a quienes se suele remunerar a razón de unos 10 reales mensuales por una cuba diaria. Cuéntanse en el día 920 aguadores distribuidos entre las 36 fuentes de intramuros. El alcalde corregidor fija todos los años el número de aguadores, oyendo al arquitecto fontanero, y teniendo presente el caudal de agua de cada fuente. El mismo alcalde nombra, a propuesta de los aguadores, dos capataces o cabezaleros para cada fuente con el encargo de prevenir o denunciar todas las faltas que cometan dichos individuos, incurriendo de lo contrario en responsabilidad. Los aguadores reciben del alcalde la oportuna licencia para ejercer su oficio, y llevan una medalla o chapa de latón, con el número, nombre del individuo, el de la fuente a que pertenece y la numeración de la licencia. Por derechos de ésta <licencia> paga cada aguador 20 reales, y otros 20 anuales por su renovación. Las plazas de aguador se traspasan; y según el número de parroquianos que cuenta el que traspasa, saca 1000, 1500 y hasta 2000 reales".
Pedro Felipe Monlau Madrid en la mano (1850)

Otro de los cometidos del aguador era su buen entendimiento y seguimiento de las diferencias de caudal, calidad, frescura y sabor de las aguas procedentes de los distintos viajes de agua de la ciudad, llegando a cobrarse a precios distintos según su procedencia.
 Las aguas de los viajes madrileños, famosas y ponderadas como "excelente agua dulce, delgada y finísima" desde el siglo XVII, eran, al parecer ricas en sulfatos, sales de cal, magnesia y sosa, según el estudio que de los materiales del subsuelo hizo Philip Hauser en 1902).

## Ocaso y memoria

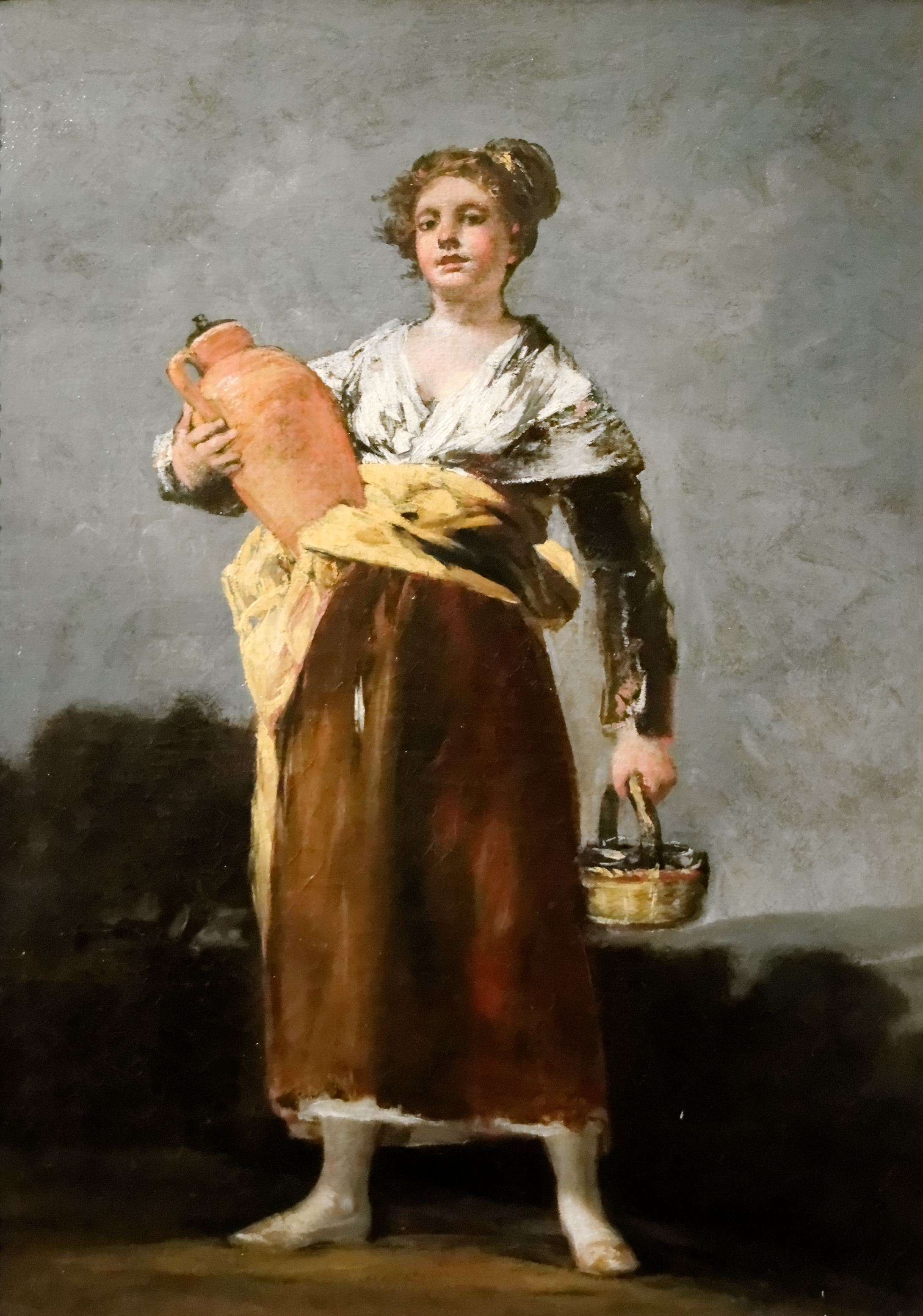
La aguadora, pintada por Francisco de Goya hacia 1810. Museo de Bellas Artes de Budapest.

El ocaso y posterior desaparición de los aguadores de Madrid lo trajo el progreso y la abundancia materializados por el Canal de Isabel II, una magna obra que, iniciada por Real Decreto de 18 de junio, en 1851, e inaugurada el 24 de junio de 1858, no funcionó con garantías hasta aproximadamente 1911.
No parece haber quedado directo homenaje a la tarea de los aguadores de Madrid, ni en fuentes ni monumentos públicos. Sí tuvieron referencia en la Planimetría General de la Villa con una calle de Aguadores, que antes se llamó de la Cueva y luego, en 1894, se rebautizó por tercera vez con el nombre de calle del Marqués de Leganés, por hallarse cerca el Palacio de Altamira. También podría considerarse homenaje el título y trama de la zarzuela Agua, azucarillos y aguardiente, como una última referencia al gremio.
Quizá fue Goya el más acertado testigo de la memoria de los esforzados hombres y mujeres que mataron la sed en los tórridos veranos madrileños. Así parece contarlo en su Aguadora, una pequeña y lozana muchacha que, con un truco óptico propio del genio del pintor de Fuendetodos, mira al espectador desde su altura ficticia, mientras pasea la cántara encajada en la cadera y lleva en la otra mano un cestillo con copas o vasos para beber. En cualquier caso, el supuesto homenaje de Goya a una anónima madrileña de comienzos del siglo XIX (hacia 1810), no se encuentra en Madrid sino en el Szépmuvészeti Múzeum de Budapest, donde entró dentro de la colección Esterházy, en 1871.

### Tipos literarios
Hay que mencionar al aguador Pedro Collado entre el elenco de personajes más o menos ficticios que el oficio y gremio de aguadores dio a la Historia de la Literatura Española. A éste lo describió Galdós en la primera serie de los Episodios Nacionales, cuando en La Corte de Carlos IV queda dibujado con estas bien ordenadas frases:

"...la mayor parte habían sido deslumbrados por la perruna y grotesca elocuencia de Pedro Collado, el aguador de la fuente del Berro, ya empleado en la servidumbre de Fernando. Este hombre, que con las gracias de su burdo y ramplón ingenio se había conquistado preferente lugar en el corazón del heredero, desempeñaba al principio las funciones de espía en todas las regiones bajas de palacio; vigilaba la servidumbre, la cual a poco empezó por temerle y concluyó por someterse dócilmente a sus mandatos. De este modo llegó a ser Pedro Collado, respecto a los cocineros, pinches y lacayos un verdadero cacique, al modo de los que hoy son alma y azote de las pequeñas localidades en nuestra Península."
Benito Pérez Galdós: La Corte de Carlos IV